# Orzeł Międzyrzecz (piłka nożna)
Orzeł Międzyrzecz — polski klub piłkarski mężczyzn (jednosekcyjny) z siedzibą w Międzyrzeczu, utworzony 15 grudnia 1994 na skutek połączenia Międzyzakładowego Ludowego Klubu Sportowego „Orzeł” Międzyrzecz z Klubem Sportowym „Sparta” Międzyrzecz, spadkobierca i kontynuator tradycji – założonego 15 kwietnia 1945 – wielosekcyjnego Międzyzakładowego Ludowego Klubu Sportowego „Orzeł” Międzyrzecz (najstarszego polskiego klubu sportowego w powiecie międzyrzeckim). Członek Lubuskiego Związku Piłki Nożnej i Gorzowskiego Okręgowego Związku Piłki Nożnej. W sezonie 2025/2026 występuje w klasie okręgowej, gr. gorzowskiej.

## Historia
- 15 kwietnia 1945 – założenie pierwszej w historii Międzyrzecza polskiej organizacji sportowej, którą była drużyna piłkarska o nazwie Zrzeszenie Sportowe "Spójnia"
- 2 września 1945 – przekształcenie zrzeszenia w pierwszy w dziejach miasta polski klub sportowy (początkowo jednosekcyjny – piłkarski) o nazwie Sportowy Klub Spółdzielców "Orzeł" Międzyrzecz z własnym statutem, barwami (tęczowymi), władzami (prezes: Kazimierz Rudnicki) oraz lokalnymi spółdzielcami i rzemieślnikami, jako sponsorami
- jesień 1945 – rozgrywanie przez zespół pierwszych towarzyskich meczów przeciwko mieszkańcom okolicznych miejscowości (w Skwierzynie, Bledzewie, Świebodzinie, Dąbrówce Wlkp., Zbąszynku i Nowym Kramsku)
- 14 października 1945 – zorganizowanie pierwszego, oficjalnego meczu piłkarskiego w Międzyrzeczu po II wojnie światowej (towarzyskie spotkanie pomiędzy SKS "Orzeł" a Milicyjnym Klubem Sportowym "Błękitni" Międzyrzecz, zakończone zwycięstwem "Orłów")
- wiosna 1946 – zgłoszenie drużyny po raz pierwszy do zorganizowanych rozgrywek (najniższego wówczas – czwartego poziomu) – klasy C okręgu poznańskiego[2]
- 3 maja 1946 – zwycięstwo w – rozgrywanym w Międzyrzeczu od 1 maja 1946 – trzydniowym turnieju o nazwie "Wiosenne Święto Sportu" i tym samym wywalczenie premierowego trofeum w historii klubu – okolicznościowego dyplomu
- jesień 1947 – wywalczenie mistrzostwa Klasy C i awans do Klasy B
- jesień 1948 – zmiana nazwy klubu na Klub Sportowy "Spójnia" Międzyrzecz (przyczyny nieznane)
- jesień 1949 – zdobycie mistrzostwa Klasy B i awans do Klasy A (najwyższego poziomu rozgrywkowego w województwie poznańskim)
- jesień 1950 – zajęcie ostatniego miejsca w Klasie A, skutkujące spadkiem do Klasy B
- wiosna 1951 – zatrudnienie Władysława Pieca, jako pierwszego trenera w dziejach klubu; utworzenie II zespołu seniorów i drużyny juniorów
- jesień 1951 – wywalczenie mistrzostwa Klasy B i awans do Klasy A
- wiosna 1952 – objęcie posady trenera (początkowo również grającego) przez Mieczysława Mikułę, piastującego to stanowisko najdłużej w dziejach klubu; przenosiny zespołu do nowo utworzonego okręgu zielonogórskiego
- grudzień 1954 – zaniechanie utrzymywania klubu przez lokalną spółdzielczość i związana z tym zmiana nazwy na Klub Sportowy "Sparta" Międzyrzecz (bez związku z powstałym w 1983 r. klubem o identycznej nazwie)
- jesień 1955 – zajęcie 4 miejsca w zielonogórskiej Klasie A; nawiązanie współpracy z międzyrzecką jednostką wojskową
- wiosna 1956 – zmiana nazwy klubu na Wojskowy Klub Sportowy "Orzeł" Międzyrzecz
- jesień 1956 – wywalczenie mistrzostwa zielonogórskiej klasy A, skutkującego awansem do nowo powstałej ligi okręgowej; wywalczenie wicemistrzostwa województwa zielonogórskiego przez drużynę juniorów
- 1958 – objęcie stanowiska prezesa klubu przez pułkownika Jana Stachurę, który bezpośrednio – a od 1962 po służbowym przeniesieniu do Wrocławia pośrednio – sprowadził do klubu wielu znakomitych piłkarzy (m.in. Pawła Kąska, Henryka Przybyłę, Waltera Rzyskę, czy Zdzisława Merskiego)
- 1962 – debiut Waldemara Stachurskiego w reprezentacji Polski do lat 23, jako pierwszego i dotychczas jedynego w dziejach klubu (mecz z Izraelem we Wrocławiu)
- lato 1963 – zakończenie współpracy z międzyrzecką jednostką wojskową
- lato 1964 – objęcie patronatu nad klubem przez kilka międzyrzeckich przedsiębiorstw budowlanych z Przedsiębiorstwem Produkcji Betonu "PUBR" na czele (zmiana nazwy na Międzyzakładowy Ludowy Klub Sportowy "Orzeł" Międzyrzecz); prezesem został Krzysztof Szuń (powszechnie uznawany za najlepszego w historii klubu)
- lato 1966 – wywalczenie mistrzostwa zielonogórskiej ligi okręgowej (po barażowym remisie 2:2 i zwycięstwie 3:1 nad Promieniem Żary w Zielonej Górze); zajęcie 3 miejsca w turnieju barażowym o wejście do II ligi
- lato 1967 – wywalczenie 3. miejsca w mistrzostwach województwa zielonogórskiego przez zespół juniorów
- 1 maja 1967[3] – zdobycie Pucharu Polski na szczeblu zielonogórskiego OZPN (po zwycięstwie 3:0 w finale nad Polonią Nowa Sól). Skład drużyny: Lachowicz, Socha, W. Madałkiewicz, Bratkowski, Baszyński, Szewczyk, Przybyła, Krupa, Kaszubski, Reluga, Anioł, Romanowski, L. Madałkiewicz. W kolejnej fazie rozgrywek, tym razem na szczeblu centralnym Orzeł pokonał 2:1 Górnika Wałbrzych. Zespół z Międzyrzecza odpadł w II rundzie ze Śląskiem Wrocław 0-0, 3-4 w karnych.
- lato 1968 – zajęcie 15. miejsca w lidze międzywojewódzkiej, skutkujące spadkiem drużyny do ligi okręgowej (IV ligi)
- lato 1967 – wywalczenie 3. miejsca w mistrzostwach województwa zielonogórskiego przez zespół juniorów

## Stadion
Stadion Miejski w Międzyrzeczu – otwarty 1 maja 1936, jako "Plac Majowy".
- Pojemność: ok. 2500 miejsc (w tym 1300 siedzących)
- Rekord frekwencji: ok. 4000 widzów (10 września 1985 Orzeł Międzyrzecz – Lech Poznań)
- Wymiary boiska: 101 m x 68 m
- Oświetlenie: jest[1]

## Sukcesy
- Mistrzostwo zielonogórskiej ligi okręgowej (ówczesna III liga) w sezonie 1965/1966 (mistrzostwo województwa zielonogórskiego)
- Udział w barażach o awans do II ligi w sezonie 1965/1966
- 8. miejsce w III lidze – 1966/1967, 1991/1992
- 1/16 finału Pucharu Polski – 1968/1969
- Puchar Polski OZPN Zielona Góra – 1967/1968[1]

## Dotychczasowe nazwy
| Pełna nazwa klubu                                        | Okres obowiązywania                    |
| -------------------------------------------------------- | -------------------------------------- |
| Zrzeszenie Sportowe „Spójnia” Międzyrzecz                | od 15 kwietnia 1945 do 2 września 1945 |
| Sportowy Klub Spółdzielców „Orzeł” Międzyrzecz           | od 2 września 1945 do jesieni 1948     |
| Klub Sportowy „Spójnia” Międzyrzecz                      | od jesieni 1948 do grudnia 1954        |
| Klub Sportowy „Sparta” Międzyrzecz                       | od grudnia 1954 do wiosny 1956         |
| Wojskowy Klub Sportowy „Orzeł” Międzyrzecz               | od wiosny 1956 do lata 1964            |
| Międzyzakładowy Ludowy Klub Sportowy „Orzeł” Międzyrzecz | od lata 1964 do 15 grudnia 1994        |
| Międzyrzecki Klub Sportowy „Orzeł-Sparta” Międzyrzecz    | od 15 grudnia 1994 do 22 kwietnia 1999 |
| Międzyrzecki Klub Sportowy „Orzeł” Międzyrzecz           | od 22 kwietnia 1999                    |

## Fuzje z innymi klubami
- czerwiec 1982 – z Klubem Sportowym „Zdrowie” Obrzyce-Międzyrzecz (po połączeniu – nazwa klubu bez zmian)
- 15 grudnia 1994 – z Klubem Sportowym „Sparta” Międzyrzecz (po połączeniu – dodanie członu "Sparta" do nazwy klubu)[1]

## Dotychczasowi prezesi zarządu
| Imię i nazwisko prezesa zarządu | Lata pełnienia funkcji            |
| ------------------------------- | --------------------------------- |
| Kazimierz Rudnicki              | 2 września 1945 – 1949            |
| Bogdan Banaszkiewicz            | 1949 – 1952                       |
| Zygmunt Podłucki                | 1952 – 1956                       |
| Zygmunt Piątek                  | 1956 – 1958                       |
| Jan Stachura                    | 1958 – 1962                       |
| Zygmunt Stawski                 | 1962 – 1964                       |
| Krzysztof Szuń                  | 1964 – 1968                       |
| Zygmunt Piątkowski              | 1968 – 1969                       |
| Witold Kromuszczyński           | 1970 – 1971                       |
| Waldemar Stachurski             | 1971 – 1973                       |
| Zdzisław Czekała                | 1973 – 1975                       |
| Henryk Dobrowolski              | 1975 – 1976                       |
| Zenon Błochowicz                | 1976 – 1978                       |
| Leszek Kołodziejczak            | 1978 – 1988                       |
| Stefan Karpciw                  | 1988 – 1989                       |
| Mieczysław Kuźmicz              | 1989 – 1990                       |
| Tadeusz Wolniewicz              | 1990 – 1992                       |
| Jan Barański                    | 1992 – 1993                       |
| Władysław Pawłowski             | 1993 – 1994                       |
| Jan Wiśniewski                  | 1994                              |
| Ryszard Grek                    | 1994 – 1997                       |
| Lech Rojek                      | 1997 – 22 kwietnia 1999           |
| Stanisław Ziemecki              | 22 kwietnia 1999 – 26 lutego 2007 |
| Paweł Czop                      | 26 lutego 2007 – 5 lutego 2015    |
| Emilia Góral                    | 5 lutego 2015 – luty 2016         |
| Robert Gołębiewski              | luty 2016 – 25 czerwca 2019       |
| Michał Łuczak                   | 25 czerwca 2019 –                 |

## Dotychczasowi trenerzy I zespołu seniorów
| Imię i nazwisko trenera I zespołu seniorów             | Lata piastowania stanowiska         |
| ------------------------------------------------------ | ----------------------------------- |
| Władysław Piec                                         | 1951 – 1952                         |
| Mieczysław Mikuła                                      | 1952 – 1967                         |
| Mieczysław Mikuła, Tadeusz Stupiński, Zbigniew Matczak | 1967 – 1969                         |
| Jan Baranowski                                         | 1969 – 1970                         |
| Zbigniew Matczak                                       | 1970 – 1971                         |
| Władysław Pasewicz                                     | 1971 – 1976                         |
| Jerzy Rudnicki                                         | 1976 – 1978                         |
| Leszek Sypszak                                         | 1978 – 1979                         |
| Mieczysław Mikuła                                      | 1979 – 1988                         |
| Henryk Stawasz                                         | 1988 – 1990                         |
| Roman Włodarski                                        | 1990 – 1991                         |
| Mieczysław Mikuła, Henryk Stawasz                      | 1991                                |
| Henryk Stawasz                                         | 1991 – 1993                         |
| Tadeusz Stupiński                                      | 1993 – 1994                         |
| Władysław Pasewicz                                     | 1994                                |
| Tadeusz Docz                                           | 1994                                |
| Henryk Stawasz                                         | 1994 – 1996                         |
| Tadeusz Lisowski                                       | 1996 – 1997                         |
| Roman Sobczak                                          | 1997                                |
| Tadeusz Docz                                           | 1997                                |
| Tadeusz Lisowski                                       | 1997 – 1998                         |
| Władysław Pasewicz                                     | 1998                                |
| Tadeusz Babij                                          | 1998                                |
| Marek Kopeć                                            | 1998                                |
| Ryszard Dróżdż                                         | 1998                                |
| Roman Włodarski                                        | 1998 – 1999                         |
| Marek Kopeć                                            | 1999                                |
| Mieczysław Mikuła                                      | 1999 – 2000                         |
| Waldemar Stupiński                                     | 2000 – 2002                         |
| Marek Kopeć                                            | 2002 – 30 kwietnia 2003             |
| Tomasz Arteniuk                                        | 1 maja 2003 – 30 maja 2003          |
| Arnold Dymnicki                                        | 1 czerwca 2003 – 30 czerwca 2003    |
| Jerzy Fąka                                             | 1 lipca 2003 – 30 czerwca 2006      |
| Leszek Janowiak                                        | 1 lipca 2006 – 16 sierpnia 2007     |
| Andrzej Rejman                                         | 17 sierpnia 2007 – 2008             |
| Rafał Wojewódka                                        | 2008 – 6 stycznia 2009              |
| Andrzej Rejman                                         | 7 stycznia 2009 – 30 maja 2009      |
| Henryk Stawasz                                         | 1 czerwca 2009 – 30 czerwca 2009    |
| Dariusz Borowy                                         | 1 lipca 2009 – 30 listopada 2009    |
| Henryk Stawasz                                         | 1 grudnia 2009 – 30 czerwca 2010    |
| Krystian Traczyk                                       | 1 lipca 2010 – 12 listopada 2010    |
| Dariusz Borowy                                         | 13 listopada 2010 – 30 czerwca 2012 |
| Krzysztof Jedynak                                      | 1 lipca 2012 – 30 listopada 2013    |
| Henryk Stawasz                                         | 1 grudnia 2013 – 30 czerwca 2015    |
| Sławomir Iwasieczko                                    | 1 lipca 2015 – 30 czerwca 2016      |
| Tomasz Sobczak                                         | 1 lipca 2016 – 30 czerwca 2017      |
| Rafał Wojewódka                                        | 1 lipca 2017 – 30 kwietnia 2020     |
| Tomasz Arteniuk, Mateusz Humeniuk                      | 1 maja 2020 – 30 czerwca 2021       |
| Łukasz Kwiatkowski                                     | 1 lipca 2021 – 30 listopada 2021    |
| Henryk Stawasz                                         | 1 grudnia 2021 – 26 września 2022   |

## Sezon po sezonie w rozgrywkach ligowych
| Sezon     | Miejsce | Nazwa rozgrywek ligowych                               | Poziom ligowy     |
| --------- | ------- | ------------------------------------------------------ | ----------------- |
| 1946      | b.d.    | Klasa C poznańska                                      | IV poziom ligowy  |
| 1947      | 1.      | Klasa C poznańska                                      | IV poziom ligowy  |
| 1948      | b.d.    | Klasa B poznańska                                      | III poziom ligowy |
| 1949      | 1.      | Klasa B poznańska                                      | IV poziom ligowy  |
| 1950      | b.d.    | Klasa A poznańska                                      | III poziom ligowy |
| 1951      | 1.      | Klasa B poznańska                                      | IV poziom ligowy  |
| 1952      | b.d.    | I klasa mistrzowska zielonogórska                      | III poziom ligowy |
| 1953      | b.d.    | Klasa A zielonogórska                                  | IV poziom ligowy  |
| 1954      | b.d.    | Klasa A zielonogórska                                  | IV poziom ligowy  |
| 1955      | 4.      | Klasa A zielonogórska (grupa północna)                 | IV poziom ligowy  |
| 1956      | 1.      | Klasa A zielonogórska (grupa północna)                 | IV poziom ligowy  |
| 1957      | 7.      | Liga okręgowa zielonogórska                            | III poziom ligowy |
| 1958      | 8.      | Liga okręgowa zielonogórska                            | III poziom ligowy |
| 1959      | 3.      | Liga okręgowa zielonogórska                            | III poziom ligowy |
| 1960      | 8.      | Liga okręgowa zielonogórska                            | III poziom ligowy |
| 1960/1961 | 6.      | Liga okręgowa zielonogórska                            | III poziom ligowy |
| 1961/1962 | 7.      | Liga okręgowa zielonogórska                            | III poziom ligowy |
| 1962/1963 | 5.      | Liga okręgowa zielonogórska                            | III poziom ligowy |
| 1963/1964 | 10.     | Liga okręgowa zielonogórska                            | III poziom ligowy |
| 1964/1965 | 9.      | Liga okręgowa zielonogórska                            | III poziom ligowy |
| 1965/1966 | 1.      | Liga okręgowa zielonogórska                            | III poziom ligowy |
| 1966/1967 | 8.      | Liga międzywojewódzka zachodnio-śląska                 | III poziom ligowy |
| 1967/1968 | 15.     | Liga międzywojewódzka zachodnio-śląska                 | III poziom ligowy |
| 1968/1969 | 5.      | Liga okręgowa zielonogórska                            | IV poziom ligowy  |
| 1969/1970 | 10.     | Liga okręgowa zielonogórska                            | IV poziom ligowy  |
| 1970/1971 | 12.     | Liga okręgowa zielonogórska                            | IV poziom ligowy  |
| 1971/1972 | 12.     | Liga okręgowa zielonogórska                            | IV poziom ligowy  |
| 1972/1973 | 14.     | Liga okręgowa zielonogórska                            | IV poziom ligowy  |
| 1973/1974 | 5.      | Liga okręgowa zielonogórska                            | IV poziom ligowy  |
| 1974/1975 | 14.     | Klasa wojewódzka zielonogórska                         | III poziom ligowy |
| 1975/1976 | 3.      | Klasa A zielonogórska                                  | IV poziom ligowy  |
| 1976/1977 | b.d.    | Liga okręgowa gorzowska                                | IV poziom ligowy  |
| 1977/1978 | b.d.    | Liga okręgowa gorzowska                                | IV poziom ligowy  |
| 1978/1979 | b.d.    | Liga okręgowa gorzowska                                | IV poziom ligowy  |
| 1979/1980 | 7.      | Liga okręgowa gorzowska                                | IV poziom ligowy  |
| 1980/1981 | 4.      | Liga okręgowa gorzowska                                | IV poziom ligowy  |
| 1981/1982 | 4.      | Liga okręgowa gorzowska                                | IV poziom ligowy  |
| 1982/1983 | b.d.    | Liga okręgowa gorzowska                                | IV poziom ligowy  |
| 1983/1984 | 10.     | Klasa okręgowa gorzowska                               | IV poziom ligowy  |
| 1984/1985 | 9.      | Klasa okręgowa gorzowska                               | IV poziom ligowy  |
| 1985/1986 | 3.      | Klasa okręgowa gorzowska                               | IV poziom ligowy  |
| 1986/1987 | b.d.    | Klasa okręgowa gorzowska                               | IV poziom ligowy  |
| 1987/1988 | 2.      | Liga okręgowa gorzowska                                | IV poziom ligowy  |
| 1988/1989 | 1.      | Liga okręgowa gorzowska                                | IV poziom ligowy  |
| 1989/1990 | 13.     | Klasa makroregionalna grupa północno-zachodnia         | IV poziom ligowy  |
| 1990/1991 | 13.     | III liga wielkopolska (grupa południowa)               | III poziom ligowy |
| 1991/1992 | 8.      | III liga wielkopolska (grupa południowa)               | III poziom ligowy |
| 1992/1993 | 3.      | Klasa makroregionalna grupa poznańsko-gorzowska        | IV poziom ligowy  |
| 1993/1994 | 6.      | Klasa makroregionalna grupa poznańsko-gorzowska        | IV poziom ligowy  |
| 1994/1995 | 7.      | Klasa makroregionalna grupa poznańsko-gorzowska        | IV poziom ligowy  |
| 1995/1996 | 12.     | Klasa makroregionalna grupa gorzowska                  | IV poziom ligowy  |
| 1996/1997 | 2.      | Klasa makroregionalna grupa gorzowska                  | IV poziom ligowy  |
| 1997/1998 | 2.      | IV liga grupa poznańsko-pilsko-gorzowska               | IV poziom ligowy  |
| 1998/1999 | 10.     | Klasa makroregionalna grupa poznańsko-pilsko-gorzowska | IV poziom ligowy  |
| 1999/2000 | 12.     | Klasa makroregionalna grupa poznańsko-pilsko-gorzowska | IV poziom ligowy  |
| 2000/2001 | 7.      | IV liga grupa lubuska                                  | IV poziom ligowy  |
| 2001/2002 | 7.      | IV liga grupa lubuska                                  | IV poziom ligowy  |
| 2002/2003 | 15.     | IV liga grupa lubuska                                  | IV poziom ligowy  |
| 2003/2004 | 2.      | Klasa okręgowa grupa gorzowska                         | V poziom ligowy   |
| 2004/2005 | 1.      | Klasa okręgowa grupa gorzowska                         | V poziom ligowy   |
| 2005/2006 | 14.     | IV liga grupa lubuska                                  | IV poziom ligowy  |
| 2006/2007 | 6.      | IV liga grupa lubuska                                  | IV poziom ligowy  |
| 2007/2008 | 13.     | IV liga grupa lubuska                                  | IV poziom ligowy  |
| 2008/2009 | 3.      | IV liga grupa lubuska                                  | V poziom ligowy   |
| 2009/2010 | 1.      | IV liga grupa lubuska                                  | V poziom ligowy   |
| 2010/2011 | 9.      | III liga grupa dolnośląsko-lubuska                     | IV poziom ligowy  |
| 2011/2012 | 10.     | III liga grupa dolnośląsko-lubuska                     | IV poziom ligowy  |
| 2012/2013 | 16.     | III liga grupa dolnośląsko-lubuska                     | IV poziom ligowy  |
| 2013/2014 | 16.     | IV liga grupa lubuska                                  | V poziom ligowy   |
| 2014/2015 | 4.      | Klasa okręgowa grupa gorzowska                         | VI poziom ligowy  |
| 2015/2016 | 9.      | Klasa okręgowa grupa gorzowska                         | VI poziom ligowy  |
| 2016/2017 | 4.      | Klasa okręgowa grupa gorzowska                         | VI poziom ligowy  |
| 2017/2018 | 3.      | Klasa okręgowa grupa gorzowska                         | VI poziom ligowy  |
| 2018/2019 | 10.     | Klasa okręgowa grupa gorzowska                         | VI poziom ligowy  |
| 2019/2020 | 10.     | Klasa okręgowa grupa gorzowska                         | VI poziom ligowy  |
| 2020/2021 | 11.     | Klasa okręgowa grupa gorzowska                         | VI poziom ligowy  |
| 2021/2022 | 15.     | Klasa okręgowa grupa gorzowska                         | VI poziom ligowy  |
| 2022/2023 | 2.      | Klasa A, grupa: Gorzów Wlkp. I                         | VII poziom ligowy |
| 2023/2024 | 2.      | Klasa A, grupa: Gorzów Wlkp. I                         | VII poziom ligowy |
| 2024/2025 | 7.      | Klasa okręgowa grupa gorzowska                         | VI poziom ligowy  |